# Mennonites du delta de la Vistule
Les Mennonites du delta de la Vistule étaient une communauté mennonite historique établie au milieu du XVIe siècle dans le delta de la Vistule en Pologne. Ses membres étaient originaires des Pays-Bas et de l'actuelle Allemagne du Nord. La communauté mennonite a joué un rôle important dans le drainage et la culture du delta de la Vistule et dans l'établissement de relations commerciales entre la Pologne et les Pays-Bas. À la fin du XVIIIe siècle, un nombre important de mennonites quittèrent la région et formèrent le noyau des colonies mennonites en Russie, tandis que beaucoup restèrent dans la région après l'annexion de la région par la Prusse lors des partages de la Pologne. Avec la fin de la Seconde Guerre mondiale et la fuite et l’expulsion des Allemands (y compris les colons hollandais germanisés), les colonies mennonites du delta de la Vistule ont cessé d’exister.
La langue Plautdietsch, un mélange de néerlandais et de dialecte local bas allemand, est originaire du delta de la Vistule et est toujours utilisée par les communautés mennonites du monde entier.

## Origines
Le mouvement mennonite a été fondé par Menno Simons, un prêtre catholique romain frison qui a quitté l'Église en 1536 et est devenu un leader au sein du mouvement anabaptiste. Les Pays-Bas, la Frise, la Flandre, la Frise orientale et le Holstein devinrent rapidement mennonites. Les persécutions religieuses aux Pays-Bas sous Fernando Álvarez de Toledo, 3e duc d'Albe, ont forcé de nombreux mennonites à l'exil (au XVIe siècle).

## Communauté de Dantzig
Le premier anabaptiste de la région, un résident local, fut signalé en 1526 à Marienburg (Malbork). Dans les années 1530, des mennonites hollandais venus de ce qui est aujourd'hui les Pays-Bas et la Belgique se sont installés dans la région de Dantzig (Gdańsk), le principal port maritime de Pologne, qui était relié aux Pays-Bas par le commerce des céréales. Menno Simons aurait visité la communauté en 1549, et, en 1569, Théodore Philippe aurait fondé la première église mennonite à Dantzig. Bientôt, environ 1 000 mennonites vivaient dans la ville,,. Les mennonites jouissaient de la liberté religieuse dans une Pologne traditionnellement tolérante, ce qui était officiellement confirmé depuis la Confédération de Varsovie de 1573.

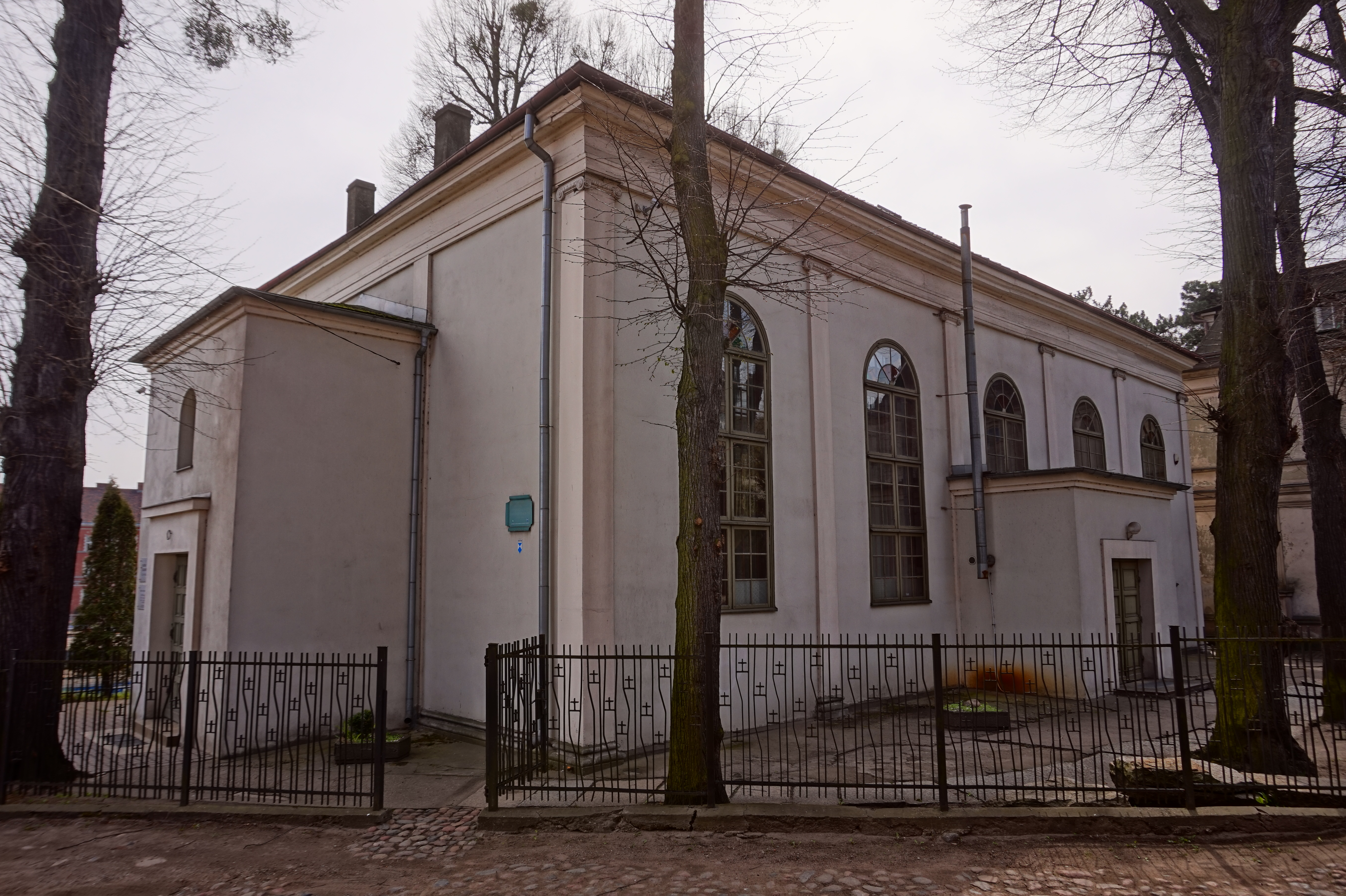
Ancienne église mennonite de Gdańsk.

En 1552, le conseil municipal de Dantzig autorise les mennonites à pratiquer leur foi mais refuse de leur accorder le statut officiel de citoyen, une situation inchangée jusqu'à l'annexion de la ville par le royaume de Prusse lors du deuxième partage de la Pologne en 1793. En conséquence, la plupart d'entre eux s'installent dans les banlieues de Schidlitz (Siedlce), Petershagen et Alt-Schottland (Stare Szkoty),. La relation entre le conseil municipal et les mennonites était souvent ambivalente. Bien que leur foi ait été généralement tolérée, les protestations des artisans locaux ont entraîné l'interdiction pour les commerçants et artisans mennonites de participer aux foires commerciales annuelles. En 1582, le conseil municipal jugea les plaintes des guildes locales contre l'emploi de tisserands de lin mennonites par l'église catholique Sainte-Brigitte, qui décida de limiter le nombre de tisserands mennonites à un par abbaye. En 1583, le conseil demanda sans succès au roi de Pologne de déloger les mennonites du faubourg d'Alt-Schottland, tandis qu'en 1586, le roi demanda au conseil de ne pas tolérer ce « fléau humain » à l'intérieur de la ville. Cependant, la communauté mennonite de Dantzig s'est développée et a joué un rôle important dans le commerce des céréales avec les Pays-Bas.

## Établissements du delta de la Vistule
Bien que la situation des mennonites dans la ville soit souvent compliquée, l’installation dans la région le long de la Vistule devint pour eux une alternative attrayante.
De vastes zones du delta de la Vistule étaient en possession de la ville ou de ses bourgeois (citoyens). Cette région avait cependant été dévastée lors de la guerre polono-teutonique (1519-1521) et détruite par une grave inondation en 1540. En 1543, le conseil municipal signale que de nombreux villages autrefois composés de 15 à 20 fermes n'existent plus.
Michael Loitz, conseiller et marchand de Dantzig, avait reçu du roi de Pologne un bail de trente ans sur une zone au bord de la rivière Tuja (en). Puis, en 1562, il invita les Mennonites à s'y installer et à cultiver les marais de la Vistule. Des moulins à vent de style néerlandais, utilisés pour drainer les marais, et des maisons de style frison ont alors commencé à caractériser le paysage de la région. Les mennonites étaient autorisés à gérer leurs propres écoles, mais devaient également payer les frais de scolarité de l'école publique. Bien que ces frais soient généralement acceptés, les obligations envers les paroisses catholiques romaines et luthériennes locales étaient souvent refusées.
Les mennonites du delta de la Vistule formaient l'une des plus grandes communautés mennonites de Pologne. D'autres communautés notables étaient situées près de Varsovie et de Przasnysz en Mazovie et près de Berdyczów en Volhynie.
Les mennonites eux-mêmes étaient subdivisés entre différents groupes. Alors qu'un groupe libéral de commerçants « frisons » faisait partie de la communauté de Dantzig, un groupe « flamand » plus conservateur dominait le long de la Vistule. Le groupe « flamand » a gardé des contacts étroits avec les Pays-Bas, faisant imprimer des Bibles en néerlandais et invitant des prédicateurs néerlandais, tandis que l’influence néerlandaise dans la région du delta a décliné,.
Le plautdietsch (ou bas-allemand mennonite), un mélange de néerlandais et de dialecte bas prussien du delta de la Vistule, est devenu la langue typique des mennonites de cette région. Le premier sermon en langue allemande prononcé dans l'Église mennonite de Dantzig en 1762 a provoqué des protestations de la part des membres de la communauté et a conduit à un retour à la langue néerlandaise. L'imposition de la langue allemande deviendra l'une des motivations fondamentales des migrations ultérieures vers la Russie. En 1768, les recueils de cantiques allemands étaient utilisés et seuls quelques membres continuaient à utiliser le néerlandais. Les mennonites de Frise et de Flandre dans le delta ont été rejoints au fil des ans par des mennonites venus d'autres régions, notamment de Suisse et de Saxe. Quelques Polonais sont également devenus mennonites et ont été assimilés aux mennonites du delta de la Vistule.

## Émigration ultérieure
En 1772, le delta de la Vistule et les faubourgs de Dantzig devinrent une partie du Royaume de Prusse après le premier partage de la Pologne ; la ville elle-même est annexée après le deuxième partage en 1793. À cette époque, quelques 577 mennonites vivaient dans la ville.
En 1772, 12 032 mennonites vivaient sur le territoire devenu prussien. Bien que leur foi fût tolérée, les mennonites furent soumis à des lois spéciales et à des taxes supplémentaires. Seuls les hommes ayant servi dans l'armée prussienne étaient autorisés à acheter des terres ; les objecteurs de conscience étaient soumis à des frais particuliers. Ces réglementations ont laissé un grand nombre de jeunes mennonites sans perspectives économiques.
En 1786, Georg von Trappe, un agent de colonisation du gouvernement russe, chercha à recruter des colons pour les régions récemment conquises sur l'Empire ottoman. Au cours des décennies suivantes, environ 6 000 mennonites, la plupart originaires des colonies du delta, partirent pour la Russie, formant les bases des communautés mennonites russes. La première colonie mennonite en Russie, la Colonie de Chortitza (en), a été fondée par ces émigrés en 1789.
Les mennonites restés dans le delta de la Vistule s’assimilèrent de plus en plus. Lors de la guerre de la Sixième Coalition, certains jeunes mennonites étaient prêts à rejoindre les forces prussiennes contre Napoléon. Au Printemps des Nations de 1848, les mennonites rejoignirent la milice municipale armée (Bürgerwehr), leur donnant le droit de porter des armes. Lorsque, après la fondation de la Confédération de l'Allemagne du Nord, la conscription générale fut mise en place, la communauté de Dantzig réussit à obtenir une permission exceptionnelle de servir uniquement dans des troupes non combattantes ; cependant, un groupe de mennonites émigra en Amérique du Nord pour éviter toute forme de service militaire.
À la fin de la Seconde Guerre mondiale, environ 1 000 mennonites vivaient à Dantzig. Comme le reste de la population germanophone, les mennonites ont été expulsés après la Seconde Guerre mondiale vers l'Allemagne ; beaucoup d'entre eux se dirigèrent également vers l'Amérique du Nord et du Sud. La langue plautdietsch reste un lien vital entre les communautés mennonites d'Amérique du Nord et d'Amérique du Sud.

## Établissements mennonites
| - Altendorf (Starza) - Aschbuden (Szopy) - Christfelde (Chrystkowo) - Bärwalde (Niedźwiedzica) - Beiershorst (Wybicko ) | - Ellerwald (Janowo) - Heubuden (Stogi) - Kerbswalde (Karczowiska Górne) - Ladekopp (Lubieszewo) - Orlofferfelde (Pole Orłowskie) | - Petershagen (Żelichowo) - Pietzkendorf (Piceczewo) - Pletzendorf - Rehwalde - Reimerswalde (Leśnowo) | - Scharpau (Szkarpawa) - Siebenhuben - Stobbendorf (Stobiec) - Tiegerweide (Cyganek) - Tiege (Tuja) |